# Michèle Lacrosil
Michèle Lacrosil, née le 21 février 1911 à Basse-Terre, morte le 18 décembre 2012 à Paris 16e, est une écrivaine française, originaire de la Guadeloupe.

## Biographie
Michèle Lacrosil, née le 21 février 1911 à Basse-Terre, morte le 18 décembre 2012 à Paris 16e,, est une écrivaine française, originaire de la Guadeloupe.
Michèle Lacrosil est l'autrice de quatre romans dont un inédit refusé par son éditeur Gallimard. Son œuvre a davantage été étudiée par des universitaires américains que par des Français.
Ses obsèques ont lieu au cimetière de Montmartre. La sépulture est dans la 10e division, orientée Sud, à gauche de la chapelle sépulture Lacour. Son portrait est sur le côté droit de la tombe de la famille Galliard, famille de son époux, qui est très usée.

## Analyse de l'œuvre
Ses deux premiers romans sont écrits à la première personne, à la différence du troisième, sans doute en réaction aux critiques reçues. Ils sont le témoignage des « déchirements culturels que ressent une jeune Guadeloupéenne », notamment confrontée au racisme. Les points communs des deux romans peuvent laisser penser que les personnages principaux, Sapotille et Cajou, ne sont qu'une même personne.
Écrit à la troisième personne, Demain Jab-Herma revêt davantage un caractère de fresque sociale historique.

## Réception critique
Dans son essai sur La Parole des femmes, Maryse Condé tire un trait sur son œuvre en en faisant un seuil littéraire par cette phrase lapidaire : « Chez Michèle Lacrosil, nous en sommes à la première approche, celle du passé accepté comme un temps d'ignominies ce qui n'exclut pas une profonde affection pour les ancêtres ». L'essai de Maryse Condé sera vivement critiqué pour son manque de rigueur analytique dans la revue guadeloupéenne CARE.

## Postérité
Les livres de Michèle Lacrosil, épuisés, sont difficilement trouvables aussi bien en France hexagonale qu'en Guadeloupe. Dans le réseau des bibliothèques municipales de Paris, il n'existe aucun exemplaire. Celui des bibliothèques départementales et universitaires de Guadeloupe en comptent très peu : la BU de Fouillole à Pointe-à-Pitre possède un seul et unique ouvrage - en moyen état -, Sapotille et le serin d'argile ; si bien que c'est à la bibliothèque Schoelcher de Martinique, dans le fonds régional, qu'il faut se rendre pour consulter les trois romans de Michèle Lacrosil,,.
À l'université Sorbonne Paris IV, sous la direction de Romuald Fonkoua, une thèse sur l’œuvre complète de Michèle Lacrosil est en cours.

## Œuvres
- Sapotille et le serin d'argile, Gallimard, Paris, 1960 (OCLC 1802858)
- Cajou, Gallimard, Paris, 1961 (OCLC 1390109)
- Demain, Jab-Herma, Gallimard, Paris, 1967 (OCLC 2045300)